# Huerta del Marquesado
Huerta del Marquesado ist ein Ort und eine zentralspanische Gemeinde (municipio) mit 173 Einwohnern (Stand: 2024) im Norden der Provinz Cuenca in der Autonomen Region Kastilien-La Mancha.

## Lage und Klima
Huerta del Marquesado liegt auf der Westseite des Iberischen Gebirges in einer Höhe von ca. 1255 m. Die Provinzhauptstadt Cuenca befindet sich gut 40 Kilometer (Fahrtstrecke) südlich. Das Klima im Winter ist gemäßigt, im Sommer dagegen warm bis heiß. Regen (710 mm/Jahr) fällt das ganze Jahr über.

## Bevölkerungsentwicklung
| Jahr      | 1970 | 1981 | 1991 | 2001 | 2011 | 2021 |
| Einwohner | 280  | 225  | 183  | 243  | 231  | 186  |

## Sehenswürdigkeiten
- Kirche Mariä Himmelfahrt

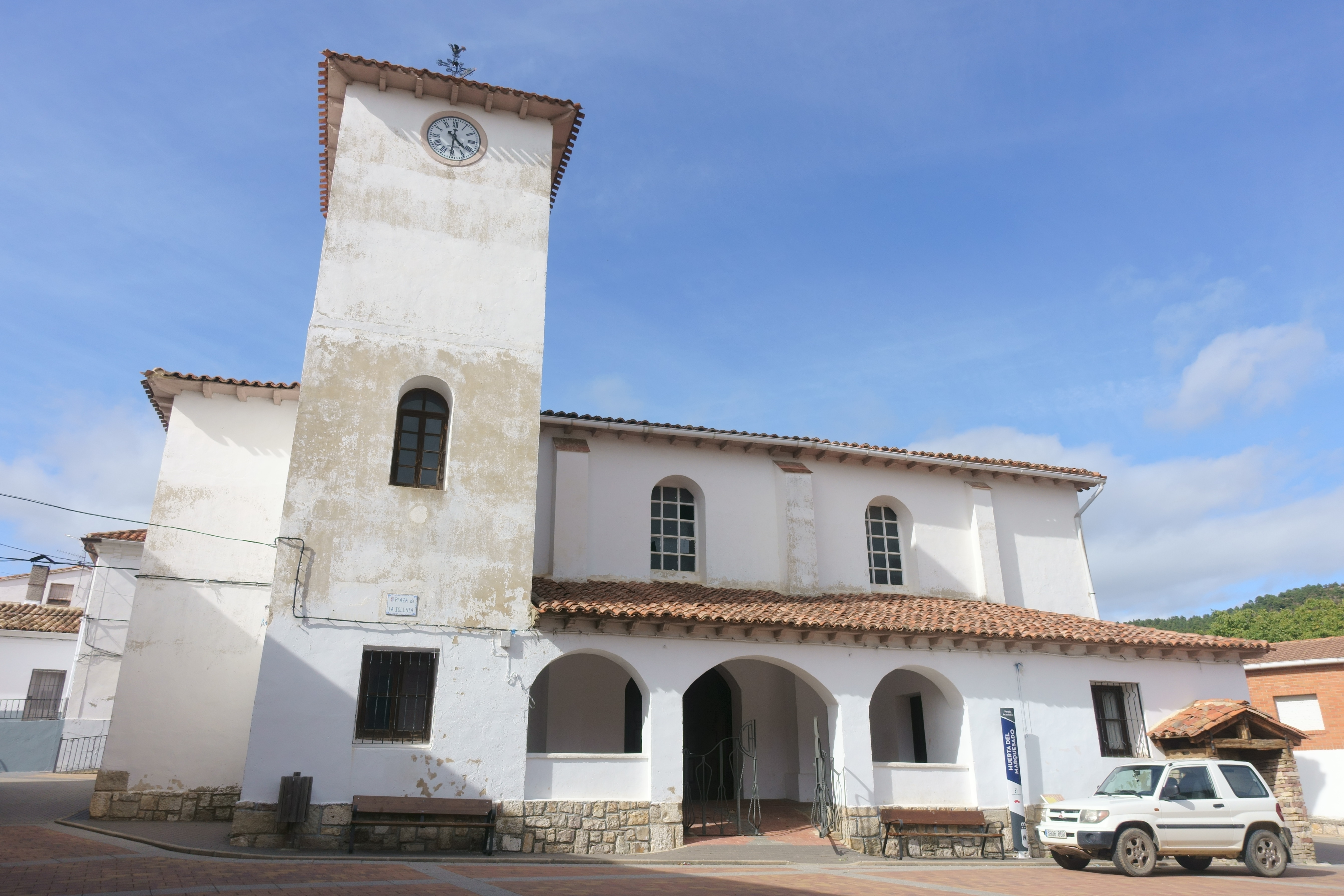
Magdalenenkirche
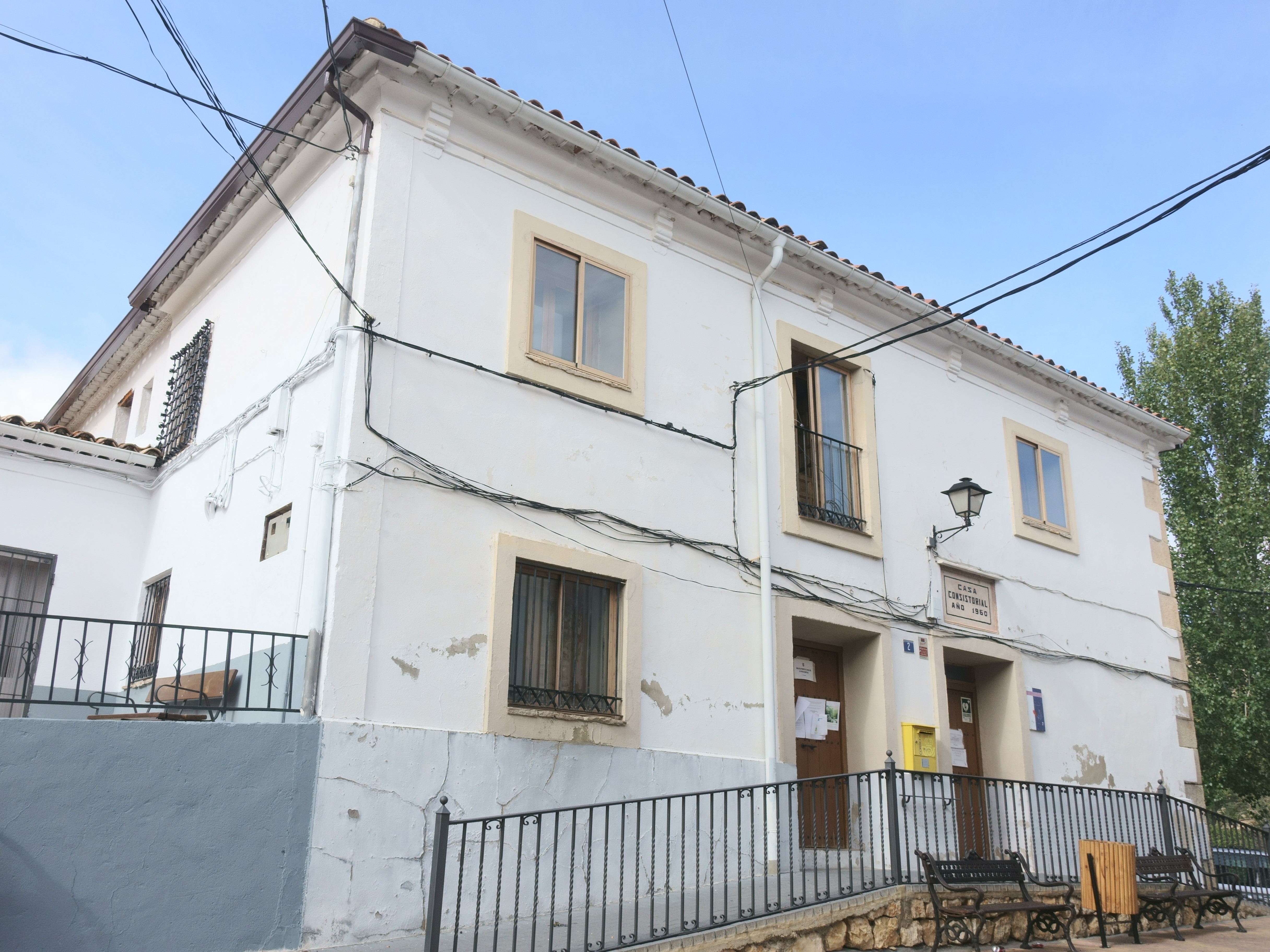
Rathaus